# Потенциальная температура
Потенциальная температура — температура газа, приведённого адиабатически к стандартному давлению, обычно 105 Па. Обозначается греческой буквой {\displaystyle \theta } и выражается через следующее уравнение, называемое также уравнением Пуассона:
{\displaystyle \theta =T\left({\frac {p_{0}}{p}}\right)^{R/C_{p}},}
где {\displaystyle T} — температура в кельвинах, {\displaystyle R} — газовая постоянная и {\displaystyle C_{p}} — удельная теплоёмкость в изобарном процессе.

## Вывод уравнения
Используем уравнение первого начала термодинамики:
{\displaystyle dh=T\,ds+v\,dp,}
где {\displaystyle dh} обозначает изменение энтальпии, {\displaystyle T} — абсолютная температура, {\displaystyle ds} — изменение энтропии, {\displaystyle v} — удельный объём и {\displaystyle p} — давление.
Для адиабатических процессов изменение энтропии равно нулю, и уравнение принимает вид:
{\displaystyle dh=v\,dp.}
Подставим в вышеприведённое выражение уравнение состояния идеального газа
{\displaystyle pv=RT,}
а также учитывая, что
{\displaystyle dh=C_{p}dT,}
получаем
{\displaystyle {\frac {dp}{p}}={{\frac {C_{p}}{R}}{\frac {dT}{T}}}.}
После интегрирования имеем:
{\displaystyle \left({\frac {p_{1}}{p_{0}}}\right)^{R/C_{p}}={\frac {T_{1}}{T_{0}}},}
Выражая отсюда {\displaystyle T_{0}}, получаем:
{\displaystyle T_{0}=T_{1}\left({\frac {p_{0}}{p_{1}}}\right)^{R/C_{p}}\equiv \theta .}
Полезно принять во внимание, что
{\displaystyle {R/C_{p}}={\frac {\kappa -1}{\kappa }}}, где {\displaystyle \kappa \equiv {\frac {C_{p}}{C_{v}}}} — показатель адиабаты.
Понятие потенциальной температуры используется в метеорологии. Аналогичное понятие, с учётом уравнения состояния морской воды, есть и в океанологии.